# Вінок (озеро)
Віно́к — озеро в с. Велимче Велимченської сільської громади Ковельського району Волинської області. Належить до басейну річки Турія. Озеро ймовірно льодовикового походження. Біля берегів сильно заросле. Площа — 4,4 га. Максимальна глибина — 6 метрів.